# Martha Tena
Martha Susana Tena esteta del expresionismo abstracto nació el 25 de noviembre de  1937 (87 años) en Buenos Aires Argentina. En el año 1950  egresó de la Escuela Fernando Fader  con el título de Maestra de Dibujo y Arte del Libro.
Concurre actualmente desde 1988 al taller del Maestro Alberto Delminte, en la ciudad de Buenos Aires.
Realizó su primera exposición en el año 1990 en la Cámara de Comercio de Monte Grande, provincia de Buenos Aires

## Exposiciones
- 1991 Salón Pequeño Formato Museo Sivori -Bs As
- 1993 Universidad del Museo Social Argentino - Bs As
- 1994 59.º Salón de Otoño SAAP Museo Municipal Víctor Roverano - Quilmes - Pcia de Bs As
- 1994 Salón Pequeli Formato SAAP Palais de Glace. Bs As
- 1994 Convento de San Lorenzo - Pcia de Bs As
- 1994 III Exposición Bienal de Artes Plásticas - Universidad de Morón Bs As
- 1996 - Colegio Parish Robertson - Pcia Bs As
- 1997 Museo de Artes Visuales Víctor Roverano - Quilmes Pcia de Bs As
- 1998 - Dir. de Cultura de Esteban Echeverría - Pcia Bs As
- 1998 Centro cultural de Exp El Telégrafo - Pcia Bs AS
- 1999 18º Muestra Taller Sur - Galería R Martín - San Telmo Bs. As
- 2000 Galería Hoy en el Arte - Bs As
- 2002 Expo Trastiendas 11 Centro Cultural Borges - Bs As
- 2014 Telégrafo -Dir. de Cultura de Esteban Echeverría - Pcia Bs As

- Datos: Q6002169